# Canton de Montrésor
Le canton de Montrésor est un ancien canton français situé dans le département d'Indre-et-Loire et la région Centre-Val de Loire. Dans le cadre de la réforme territoriale de 2014, le canton de Montrésor a été supprimé et les communes qui le constituaient sont rattachées, depuis le 22 mars 2015, au canton de Loches.

## Géographie

### Composition
Le canton de Montrésor regroupait les communes suivantes :
| Communes             | Population (2012) | Code postal | Code Insee |
| -------------------- | ----------------- | ----------- | ---------- |
| Beaumont-Village     | 251 hab.          | 37460       | 37 023     |
| Chemillé-sur-Indrois | 215 hab.          | 37460       | 37 069     |
| Genillé              | 1 506 hab.        | 37460       | 37 111     |
| Le Liège             | 335 hab.          | 37460       | 37 127     |
| Loché-sur-Indrois    | 514 hab.          | 37460       | 37 133     |
| Montrésor            | 363 hab.          | 37460       | 37 157     |
| Nouans-les-Fontaines | 789 hab.          | 37460       | 37 173     |
| Orbigny              | 750 hab.          | 37460       | 37 177     |
| Villedômain          | 114 hab.          | 37110       | 37 275     |
| Villeloin-Coulangé   | 638 hab.          | 37460       | 37 277     |

### Comparaison démographique
Comparaison de la population des communes du canton en 2007

## Démographie
Le canton de Montrésor comptait 5 475 habitants (population légale INSEE) au 1er janvier 2007. La densité de population est de 14,6 hab./km².

### Évolution démographique
| 1962  | 1968  | 1975  | 1982  | 1990  | 1999  | 2006  | 2011  | 2012  |
| ----- | ----- | ----- | ----- | ----- | ----- | ----- | ----- | ----- |
| 7 542 | 7 062 | 5 939 | 5 513 | 5 241 | 5 274 | 5 488 | 5 629 | 5 650 |

### Pyramide des âges
| Hommes | Classe d’âge | Femmes |
| ------ | ------------ | ------ |
| 1,1    | 90 ans ou +  | 2      |
| 11,7   | 75 à 89 ans  | 14,6   |
| 17,3   | 60 à 74 ans  | 18,9   |
| 23     | 45 à 59 ans  | 21     |
| 18     | 30 à 44 ans  | 17,8   |
| 12     | 15 à 29 ans  | 11,2   |
| 17     | 0 à 14 ans   | 14,6   |

| Hommes | Classe d’âge | Femmes |
| ------ | ------------ | ------ |
| 0,5    | 90 ans ou +  | 1,4    |
| 6,8    | 75 à 89 ans  | 9,8    |
| 13,1   | 60 à 74 ans  | 13,9   |
| 20,7   | 45 à 59 ans  | 20,1   |
| 20,4   | 30 à 44 ans  | 19,3   |
| 19,6   | 15 à 29 ans  | 19,1   |
| 18,8   | 0 à 14 ans   | 16,4   |

## Représentation

### Conseillers d'arrondissement (de 1833 à 1940)
| Période                                  | Période      | Identité                                   | Étiquette               | Qualité |
| ---------------------------------------- | ------------ | ------------------------------------------ | ----------------------- | --- |
| 1833                                     | 1848         | Jean Louis Villain de l'Estang (1791-1854) |                         | Régisseur, propriétaire à Orbigny                                                                           |
|                                          |              |                                            |                         | |
| avant 1882                               | 1884 (décès) | Louis-Hippolyte Rancher (1821-1884)        |                         | Notaire à Montrésor                                                                                         |
| 1884                                     | 1886         | M. Bernardeau                              |                         | Maire de Nouans                                                                                             |
| 1886                                     | 1904         | Félix Roche                                | républicain             | |
| 1919                                     |              | M. Théret                                  |                         | Conseiller municipal de Montrésor                                                                           |
| 1919                                     | 1934         | Médéric Gervais                            | Radical                 | Maire d'Orbigny                                                                                             |
| 1934                                     | 1940         | Abel Gustave Bournigal (1878-1964)         | Républicain indépendant | Propriétaire et négociant en grain à Orbigny                                                                |
| 1940                                     |              |                                            |                         | Les conseils d'arrondissement ont été suspendus par la loi du 12 octobre 1940 et n'ont jamais été réactivés |
| Les données manquantes sont à compléter. |              |                                            |                         | |

### Conseillers généraux de 1833 à 2015
| Période | Période      | Identité                                           | Étiquette              | Qualité |
| ------- | ------------ | -------------------------------------------------- | ---------------------- | --- |
| 1833    | 1842         | Alexis Jacques Louis Marc Lhomme de la Pinsonnière | Majorité ministérielle | Propriétaire du château et maire de Civray-de-Touraine Député (1830-1839) Pair de France Elu en 1842 dans le Canton de Loches |
| 1842    | 1861         | Auguste Jacquet-Delahaye                           |                        | Propriétaire, maire de Villeloin-Coulangé (1848-1859)                                                                         |
| 1861    | 1870         | Brice Emile Jahan (1814-1873)                      |                        | Propriétaire du château de Lestang, maire d'Orbigny                                                                           |
| 1870    | 1880         | Georges Dupuy                                      | Républicain            | Avocat, propriétaire à Orbigny                                                                                                |
| 1880    | 1886         | Charles Richard                                    | Républicain            | Ancien Maire de Loché-sur-Indrois (1876-1879)                                                                                 |
| 1886    | 1888 (décès) | Vicomte Henry de Marsay                            |                        | Maire de Chemillé-sur-Indrois                                                                                                 |
| 1888    | 1892         | Vicomte Edmond de Marsay                           | Droite                 | Propriétaire à Chemillé-sur-Indrois                                                                                           |
| 1892    | 1898         | Daniel Wilson                                      | Républicain            | Propriétaire du château de Chenonceau Député (1869-1870, 1871-1889, 1893-1902) Maire de Loches                                |
| 1898    | 1904         | Maurice Raoul-Duval                                | Républicain            | Propriétaire du château de Marolles à Genillé                                                                                 |
| 1904    | 1934         | Louis Bigot                                        | RG                     | Conseiller municipal de Nouans                                                                                                |
| 1934    | 1940         | Médéric Gervais                                    | Rad.                   | Maire d'Orbigny, conseiller d'arrondissement                                                                                  |
|         |              |                                                    |                        | |
| 1943    | 1945         | Armand Chesne                                      |                        | Maire de Loché-sur-Indrois Nommé conseiller départemental en 1943                                                             |
|         |              |                                                    |                        | |
| 1945    | 1949         | Albert Blanchet                                    | SFIO                   | Bourrelier, maire de Nouans                                                                                                   |
| 1949    | 1979         | Roger Moreau                                       | DVD puis RPR           | Commerçant Sénateur (1975-1983) Maire de Montrésor (1945-1977)                                                                |
| 1979    | 2011         | Jean Lévêque (1930-2016)                           | DVD-UDF                | Vétérinaire, maire de Villeloin-Coulangé (1965-2008)                                                                          |
| 2011    | 2015         | Jacky Charbonnier                                  | DVG-Apparenté FG       | Retraité du Crédit agricole, maire d'Orbigny depuis 2008                                                                      |

## Pour approfondir